# Devario laoensis
Devario laoensis är en fiskart som först beskrevs av Pellegrin och P. W. Fang, 1940.  Devario laoensis ingår i släktet Devario och familjen karpfiskar. IUCN kategoriserar arten globalt som livskraftig. Inga underarter finns listade i Catalogue of Life.